# فرودگاه تک‌بانده شخصی کنکس
فرودگاه تک‌بانده شخصی کنکس (به انگلیسی: Knox's Private Airstrip) یک فرودگاه خصوصی است که یک باند فرود چمن دارد و طول باند آن ۴۸۷ متر است. این فرودگاه در شهر هرریسبورگ، اورگن کشور ایالات متحده آمریکا قرار دارد و در ارتفاع ۹۵ متری از سطح دریا واقع شده است.